# 関将
関 将（せき しょう、Seki Show, Show Seki, 1965年12月7日 - ）は、日本人ギタリスト、作曲家。東京都出身。日本だけでなく、インドネシアで言うところのJ-POPであるポップ・インドネシア、ポップ・バリでも活動し、様々な民族楽器とのコラボレーションを得意とする。ロックジャズの他ワールドミュージックの分野でも活躍中。

## ギタリストとしての主な略歴
- 稲葉浩志（ B'z ）のソロアルバム「マグマ」に参加
- TWINZER に参加。ライブツアーやフルアルバム「FIFTH HARD CORE」他マキシシングルを残し活動休止
- Dual Dreamのレコーディング、ライブサポート（代表作「Winter Kiss」オリコン13位）
- 2014年より大澤誉志幸のツアーにゲスト参加
- ロッカ★フランケンシュタイン、音速珈琲廊(Sonic Cafe)のメンバーである。

## バンド経歴
- Illusion（イリュージョン）

10代のジャパメタ全盛期に坂本英三プロデュース「ドラメタル」でメインを歌った蔵島伸一郎（ボーカル）とともに で活躍。X JAPANのYOSHIKIもヘルプドラマーとして何度かライブに参加。
当時のロッキンfの最優秀新人バンドを受賞。
- 1990年代には高樹リオ（ボーカル）と D.D.D.Uncle を結成。沢田研二、久石譲など数多くのバンドをやってきたドラマー今井智、De-LAX 解散後の鈴木正美(B)、K.INOJOなどが参加した。のちにロッカ★フランケンシュタインに改名
- 同時期にレッドウォーリアーズのベーシスト小川清史と Happy Store でもライブ活動とCD1枚を残す。
- 1997年、TWINZERに加入。1999年活動停止し2021年に復活。
- 2006年、プログレッシブ・ロックバンド 「螺旋」（らせん、Rasen）を結成。アルバム ZERO をリリース。
- 2007年、三味線奏者を起用した“音緒（ねお）”を結成。ソロギター用にアレンジされた日本民謡・子守唄などをレパートリーに活動。
- 2008年、音速珈琲廊（Sonic Cafe)始動。バリ島の楽器ティンクリックや世界の様々な打楽器、カリンバなどと、民族楽器に合うよう独自に開発しMichiro-uによるたチューニングによるアコースティックギターとの織りなす音楽。日本をはじめ、欧米諸国、インドネシア全土からも注目を集めている。ジャワガムラン、バリガムラン、バイオリン、オーボエ、サックスなど様々な楽器との共演を行なうなど、更なる音の革新を続けている。
- ロッカ★フランケンシュタイン　再始動  Seki Show（G)高樹リオ（Vo)乙部ヒロ…2014年脱退（Ds)104（B)（ex. THE TRANSFORMER)

## 作曲家としての活動履歴
- 松田樹利亜、鈴里真帆ほかナベプロなど大手に所属するシンガーに楽曲提供するかたわら宇宙食堂（前身劇団は最強プラネタリウム）、OM-2、スタジオライフ ほか多数の劇団で劇中音楽の作曲活動もする。変わったところでは週刊プロレスの当時の名物編集長ターザン山本の指揮のもと、新日本プロレスアントニオ猪木対天龍を収めたキラー猪木のビデオの音楽も担当。CM音楽の分野では、銀座三愛ビル、ロッテ、松本MIDORI、ショッピングタウンあいたいほか多数手掛ける。『太陽にほえろ!』ボン刑事役の宮内淳主催・影絵劇団かしの樹のはらぺこプンタは1994年度の作品ながら各地の幼稚園・小学校などでロングラン公演されている。

## 海外での活動
- 2002年よりインドネシア・ジャカルタに進出し、インドネシアのアーティストに楽曲提供、映画のサウンドトラック、レコーディング参加などワーナー・インドネシアよりCDが発売される。
- バリ島テロ救済アルバムに参加してポップ・バリ界のトップシンガーウィディ・ウィディアナに楽曲提供および共演。
- 2006年、竹のガムラン、ジェゴグ (Jegog) の第一人者であるスウェントラ (Suwentra) 率いるジェゴグ・オーケストラ、スアールアグン (Suar Agung) とのコラボレーションは、インドネシア国営放送 (TVRI) でインドネシア全土に放映され脚光を浴びる。以降ワールドミュージックの分野にも進出。
- 2008年、バリアートフェスティバルに出演。日本より三味線奏者を連れ、スアールアグン楽団、ウィディ・ウィディアナ、Bintangとのコラボレーションを行う。
- 2009年、バリ島ポップスの Trio Januadi にさよならMegumiを提供・共演。ベスト10番組ほかTVでヘビーローテーションとなるヒットをした。
- 2009年、バリ・アートフェスティバルにてジェゴグYudistira楽団に楽曲提供して、ステージでは指揮及びパーカッションで参加
- 2010年、バリ・アートフェスティバルに出演。ジェゴグスアールアグン、Bintang、名古屋のCakra dance companyによるSound&Visual コラボレーションをプロデュースおよび出演。1万人の動員を果たす。

## Discography（日本での活動再開後）
- 2009年、アコースティックギター1本による Solo Works Vol.1を発売
- 2010年、音速珈琲廊（Sonic Cafe)1st CDがインドネシア Maharani Recordより発売される。
- 2010年、ジェゴグスアールアグンの新作CDをプロデュースおよびギター、作編曲で参加。
- 2011年、バリ島のロックバンド　Bintangのアルバムに参加
- 2012年、Solo Works Vol.2発売
- 2012年　ロッカ★フランケンシュタイン　13年ぶりの新譜　パンドラの箱　発売
- 2015年　ロッカ★フランケンシュタイン　Jankyard発売
- 2016年　全国飛び出し大図鑑　発売（辰巳出版）[1]
- 2019年　ロッカ★フランケンシュタイン　とりあえず返事はハイ！発売
- 2020年　ソロアルバム”Guitar Gamelan”発売
- 2020年　コロナ禍のライブハウス救済目的で、日本中のミュージシャンたちが参加したJapan Undergroundシリーズ7枚を3か月間で制作。100万円の寄付を達成。
- 2021年　満園庄太郎とのDouble de Showでアルバム Black Bee発売

## 現在の主な活動
- 音速珈琲廊（Sonic Cafe)、ソロギターによるキャンドルナイトLive、インドネシア・バリ島イベントをバリ舞踊・インドネシアの各地の舞踊・音楽・インドネシア料理などとのコラボレーションで東京近郊から日本全国各地に拡大中。

- 2012年春からソロギターによる日本全国ライブツアーをスタート。

- ロッカ★フランケンシュタイン

Seki Show（G)高樹リオ（Vo)石川俊克（B)（ex. THE TRANSFORMER)
- バリ島情報誌のアピ・マガジンに執筆連載中（コロナ禍で休刊中。）
- 宇宙食堂の全作品の音楽を担当。代表作は　山崎大地作“宇宙家族ヤマザキ”
- 2014年より大澤誉志幸のツアーに参加
- 2021年よりTWINZERの復活アルバム制作、ツアーに参加
- 2022年ウクライナ侵攻に伴ってウクライナ国家をレコーディング[2][3][4]

## 主なプロデュース履歴
- 2008年＆2010年、バリ島　バリアートフェスティバル
- 2011年＆2013年＆2015年、バリ島のシンガー　Jun Bintangを招聘。東京、名古屋、大阪で公演
- 2013年より、宮崎、浜松、名古屋、広島ほかバリ島・インドネシアイベントを開催
- 2016年より名古屋でJazz Nightシリーズを開催

## 主な招聘履歴
- 2011年　山梨県大月ロハス村
- 2012年　鹿児島県加世田　吹上浜砂の祭典
- 2012年　栃木県アジアンオールドバザール
- 2014年　鹿児島県指宿　龍宮まつり
- 2014年　壱岐教育委員会主宰コンサート
- 2016年　山形県高畠ワイナリー
- 2016年　名古屋池田公園音楽祭
- 2019年　インドネシア・ジョグジャカルタ・ガムランフェスティバル出演